# Senta Aulàdia
Senta Aulàdia de Bòrn (en francès Sainte-Eulalie-en-Born) és un municipi francès situat al departament de les Landes i a la regió de la Nova Aquitània.

## Demografia
| 1962                                       | 1968 | 1975 | 1982 | 1990 | 1999 | 2007  |
| ------------------------------------------ | ---- | ---- | ---- | ---- | ---- | ----- |
| 466                                        | 490  | 557  | 614  | 773  | 785  | 1.017 |
| Des de 1962: població sense dobles comptes |      |      |      |      |      |       |

## Administració
| Període | Identitat  | Partit |
| ------- | ---------- | ------ |
| 2001-   | Yves Guedo | PS     |